# ان‌جی‌سی ۳۶۱۰
ان‌جی‌سی ۳۶۱۰ (انگلیسی: NGC 3610) نام یک کهکشان در صورت فلکی خرس بزرگ است.